# Пехотинец (Старкрафт)
Пехотинците (Marines) са основната бойна единица на Тераните от стратегията „Старкрафт“. Те са първата изцяло бойна единица, която се строи. Пехотинците могат да атакуват както по земя, така и по въздух. Те, както и файрбатите (Firebats) имат специално умение – стимпак, които увеличават движението и скорострелността, но за сметка на жизнените точки. Началното поражение е 6, а с пълен комплект от ъпгрейди достига 9. Пехотинците са подходящи за разполагане в бункери като защитно средство, но са ефективни само ако на големи групи, ако трябва да се използват за атака.